# Hepingmen (metropolitana di Pechino)
Hepingmen (in cinese: 和平门站S, Hépíngmén zhànP), è una stazione della linea 2 della metropolitana di Pechino.
La stazione prende il nome da Hepingmen, una delle antiche porte sulle cinta murarie di Pechino, demolita durante gli anni '60, nel corso di una vasta campagna di modernizzazione urbana, per far posto a quella che sarebbe diventata la seconda tangenziale urbana della città.

## Storia

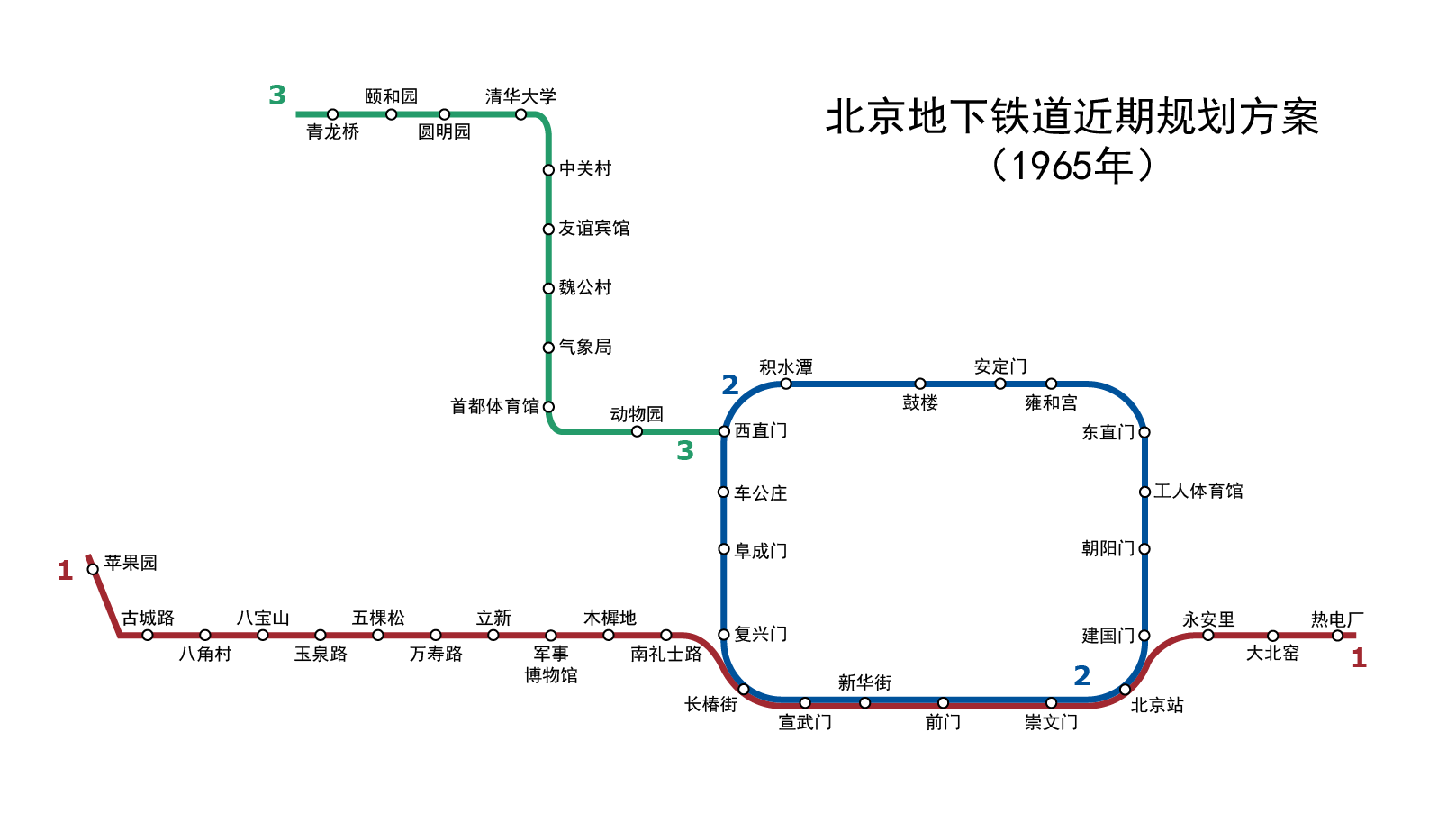
Progetto della metropolitana di Pechino al 1965. Il percorso rosso indica l'attuale linea 1, mentre quello blu la linea 2.

Nel 1965, il Comitato Centrale del Partito Comunista Cinese approvò il Rapporto sulla costruzione della metropolitana di Pechino, che definiva chiaramente il piano per realizzare le prime stazioni della metropolitana, tra cui la stazione di Hepingmen che venne, però, presentata con il precedente nome di Xinhuajie (新华街站S, Xīnhuájiē zhànP).
Il 15 gennaio 1971 aprì al pubblico la linea della prima fase della metropolitana di Pechino, nella tratta tra la stazione di Gongzhufen (linea 1) e la stazione ferroviaria di Pechino Centrale (oggi parte della linea 2). In quella tratta insisteva anche la stazione di Hepingmen che divenne, quindi, una delle prima stazioni realizzate in Cina.
Il 20 settembre 1984 entrano in funzione 12 stazioni di quella che era stata definita la linea della seconda fase (oggi linea 2), nel tratto compreso tra Fuxingmen e Jianguomen. Il 28 dicembre 1987, nell'ambito della riorganizzazione delle linee della prima e della seconda fase della metropolitana di Pechino, la stazione di Hepingmen venne inclusa nell'anello della linea circolare. Da quel momento la linea della prima fase venne indicata come linea 1 e quella della seconda fase come linea circolare.
Il 1° gennaio 2002 la "linea circolare di Pechino" viene ufficialmente ridenominata linea 2.

## Posizione

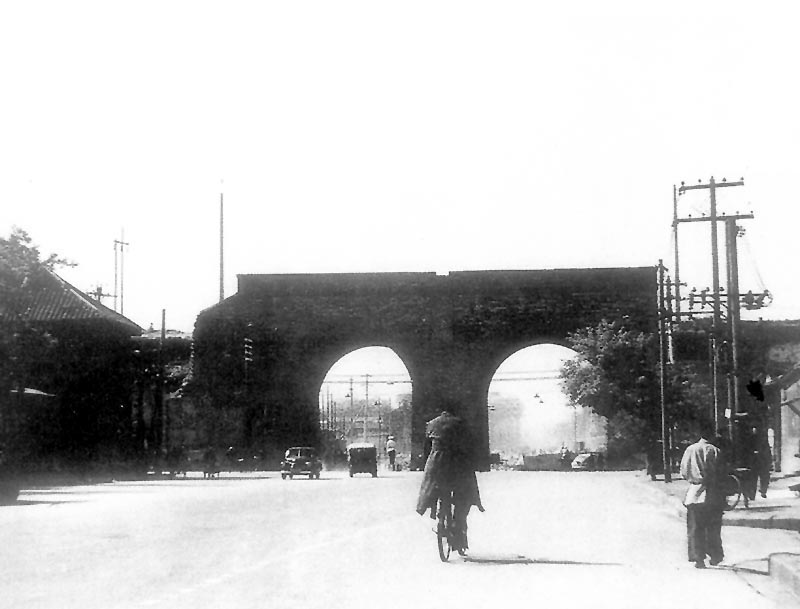
L'antica Hepingmen, demolita negli anni '60, nei pressi della quale ora sorge l'omonima stazione.

La stazione si trova nel distretto di Xicheng, tra North Xinhua Street, South Xinhua Street, Xuanwumen East Street e Qianmen West Street, leggermente a ovest rispetto al centro di Pechino. La stazione è disposta lungo Xuanwumen East Street e Qianmen West Street, perpendicolarmente rispetto a Xinhua Street.

## Struttura e impianti
La stazione di Hepingmen è una stazione sotterranea strutturata in due piani interrati: al primo piano interrato è stato disposto l'atrio, con la biglietteria e il punto informazioni, mentre al secondo piano sotterraneo è stata costruita la banchina, la quale presenta una struttura a isola.
La stazione presenta otto accessi, indicati con le lettere A1, A2, B1, B2, C1, C2, D1 e D2.

## Servizi
La stazione dispone di:
- Accessibilità per portatori di handicap (solo ingresso A1)
- Emettitrice automatica biglietti
- Servizi igienici
- Sportello automatico
- Stazione video sorvegliata
- Ufficio polizia

### Orari
Essendo una linea circolare, la linea 2 dispone di due percorsi concentrici che operano come segue:
- L'anello interno, da Jishuitan direzione Dongzhimen e Fuxingmen, con tratte ridotte che terminano a Xizhimen.
- L'anello esterno, da Xizhimen direzione Fuxingmen e Dongzhimen, con tratte ridotte che terminano a Jishuitan.

Per il servizio dell'anello interno, la prima corsa da Hepingmen parte alle 5:18 mentre l'ultimo treno che esegue il percorso completo è alle 22:45. Per le tratte ridotte, l'ultimo treno con destinazione finale Xizhimen è previsto alle 23:30.
Riguardo all'anello esterno, la prima corsa è alle 5:22 mentre l'ultimo treno che esegue il percorso completo è previsto alle 22:27. L'ultima corsa ridotta fino a Jishuitan parte da Hepingmen alle 23:12.

## Interscambi
- Fermata autobus